# Casbia scardamiata
Casbia scardamiata är en fjärilsart som beskrevs av W. Warren 1898. Casbia scardamiata ingår i släktet Casbia och familjen mätare. Inga underarter finns listade i Catalogue of Life.